# Коржев Костянтин Олексійович
Костянтин Олексійович Коржев (нар. 4 березня 1937, Баку — пом. 3 жовтня 2004, Хмельницький) — український скульптор; член Національної спілки художників України з 1998 року.

## Біографія
Народився 4 березня 1937 року в місті Баку (нині Азербайджан). 1961 року закінчив Азербайджанське художнє училище імені Азіма Азімзаде (педагоги Р. Абдуллаєва, Надир Абдурахманов, Таїр Салахов).
Упродовж 1963–1965 років працював на скульптурній фабриці у Баку. З 1965 року — у Хмельницькому, на творчій роботі. Жив у Хмельницькому в будинку на вулиці Кам'янецькій № 48, квартира 15. Помер у Хмельницькому 3 жовтня 2004 року.

## Творчість
Працював у галузі станкової і монументальної скульптури, створював погруддя, пам'ятники, монументально-декоративні композиції. Серед робіт:
- погруддя Максима Горького (1969; гіпс тонований);

пам'ятники
- на могилі Устима Кармалюка у місті Летичеві (1976; литий бетон);
- на честь воїнів-односельчан у селі Чернелівці, (1984);
- Льву Толстому (1980-ті);
- Богдану Хмельницькому (1980-ті);
- Тарасові Шевченку (1980-ті);
- Міліціонерам, які загинули під час виконання службових обов'язків у Хмельницькому (2002; бронза).

|                                    |                                  |                                 |
| пам'ятний знак воїнам у Чернелівці | надгробний знак Устиму Кармалюку | пам'ятник загиблим міліціонерам |

Брав участь у всеукраїнських, всесоюзних мистецьких виставках з 1964 року.